# A megtisztulás éjszakája: Anarchia
A megtisztulás éjszakája: Anarchia (The Purge: Anarchy) 2014-es amerikai akció-horrorfilm, melyet James DeMonaco írt és rendezett. A 2013-as A bűn éjszakája című film folytatása, új szereplőkkel. A főbb szerepekben Frank Grillo, Carmen Ejogo, Zach Gilford, Kiele Sanchez és Michael K. Williams látható. Az előző részben szereplő Edwin Hodge ismét feltűnik a filmben.
Világszerte 2014. július 18-án debütált, Magyarországon egy nappal hamarabb mutatták be, július 17-én, magyar felirattal. A film összességében vegyes kritikákat kapott a kritikusoktól (bár sok kritikus szerint némileg felülmúlta az első részt) és bevételi szempontból is sikeresnek mondható.

## Cselekmény
Amerikai Egyesült Államok, 2023. március 21.: Órákkal az éves Irtás kezdete előtt. Miközben a televíziós hírekben arról számolnak be, hogy a szegénység és munkanélküliség minden korábbinál alacsonyabb szinten áll az országban, a lakosok bezárkóznak elbarikádozott otthonaikba vagy éppen erőszakos bűncselekmények elkövetésére készülnek. Egy illegális Irtás-ellenes csoportnak a televízióadás feltörésével sikerül élő adásba kerülnie saját üzenetével, melyben a fennálló hatalmi rendszert kérdőjelezik meg.
Los Angelesben a pincérnő Éva Sanchez munka után hazasiet lányához, Calihoz és halálos beteg édesapjához, Papa Ricóhoz. Mialatt lezárják lakásukat, felkészülve az estére, Papa Rico kioson a házból és beszáll egy várakozó limuzinba. Hátrahagy egy üzenetet, melyben leírja, hogy az Irtás alkalmából feláldozható prédaként eladta magát egy gazdag családnak, akik cserébe 100 ezer dollárt fognak átutalni Eva és Cali bankszámlájára az Irtás után.
Egy fiatal pár, Shane és Liz épp úton van Shane húgának házához, hogy együtt kivárják az Irtás végét. Megállnak egy bevásárlóközpontnál, majd amikor beszállnának az autójukba, egy fehér arcfestéket viselő férfi és bandája rájuk ijeszt, szótlanul kigúnyolva őket. A pár gyorsan elhajt a helyszínről az autójával, amely azonban nemsokára lerobban – felfedezik, hogy az üzemanyag-vezetéket a bandatagok elvágták. A banda nemsokára fel is bukkan, ezért Shane és Liz gyalogosan menekülni kezd. Ugyanebben az időben a rendőrőrmester Leo Barnes felfegyverkezve kilép az utcára.
Eva és Cali egy teherautót hall megérkezni a házuk elé. Amikor kinéznek az ablakon, egy high-tech felszereléssel rendelkező, felfegyverzett félkatonai csoport tagjait látják kiszállni a járműből, akik szétszóródnak a környéken. Egy részeg karbantartó – aki szerint Eva lekezelően visszautasította őt korábban – betör Eváék lakásába és rájuk támad, de a katonai csoport emberei végeznek vele, a két nőt pedig az utcára vonszolják. Leo épp arra hajt autójával és látva Eva és Cali heves ellenállását, a segítségükre siet, kivégezve a katonákat és megsebesítve vezetőjüket. Amikor visszatérnek Leo autójához, felfedezik, hogy Shane és Liz a hátsó ülésen rejtőzik. A katonák vezetője, Big Daddy golyószóróval lőni kezdi az autót, ezért Leo kénytelen magával vinni mind a négy menekülő embert. Az autó a támadás miatt hamarosan üzemképtelenné válik. Eva megígéri Leónak, hogy munkatársától, Tanyától szerez neki másik autót, ha cserébe segít neki eljutnia a nő lakásába. Menekülés közben a csapat többször harcba keveredik az Irtásban résztvevőkkel és több halott katona holttestét is felfedezik, akikkel az Irtás-ellenes csoport végzett. Végül elérik Tanya biztonságosnak tűnő lakását, ahol Eva beismeri Leónak, hogy hazudott neki, Tanyának valójában nincs autója. Tanya nővére féltékenységből lelövi Tanyát, ezután a csapat elmenekül a helyszínről. Az utcai térfigyelő kamerák segítségével Big Daddy rátalál a menekülőkre, és felfegyverzett katonákat küld ellenük. Leo és társai el tudnak rejtőzni előlük, de a maszkos bandatagok, akikkel korábban Liz és Shane találkozott, fogságba ejtik őket.
A pénzért embereket elrabló bandatagok egy színházterembe viszik őket, ahol felső tízezerbe tartozó tisztogatók árveréseket tartanak, majd embervadászatot rendeznek a megvásárolt foglyokkal. Miután eladták őket, Leo és társai szembeszállnak üldözőikkel és rövid időre megfutamítják őket, de Shane eközben életét veszti. Már úgy tűnik, hogy a támadók létszámfölénye miatt reménytelenné válik a harc a főszereplők számára, amikor megjelenik az Irtás-ellenes csoport, Carmelo és az első filmben szereplő Dwayne vezetésével és megmentik őket. Liz úgy dönt, az ellenállókkal marad és megbosszulja Shane halálát. Leo, Eva és Cali ellop egy autót a parkolóból és elhagyja a helyszínt.
Leo az autóval Warren Grass házához hajt, aki egy évvel korábban ittasan halálra gázolta Leo fiát. Miután betör a házba és megtámadja Warrent és feleségét, úgy tűnik, Leo végzett a férfival és beteljesítette a küldetését. A házból kilépve Big Daddy hirtelen rálő Leóra. Big Daddy elárulja neki, hogy az Irtásban a polgárok túlságosan kevés alsóbb társadalmi osztályba tartozó emberrel végeztek, ezért az Új Alapító Atyák titokban halálosztagokat küldtek ki, hogy javítsák a statisztikákat. Emlékezteti Leót az Irtás egyik íratlan szabályára: ne ments meg embereket. Mielőtt végezne Leóval, Warren – akinek Leo megkímélte az életét – lelövi Big Daddyt. Eva, Cali és Warren szembe találja magát a halálosztag tagjaival, de a tűzharc elmarad, mert megszólalnak a szirénák, jelezve a reggel 7 órát és egyben az Irtás végét. Ezután a sebesült Leót kórházba viszik.

## Szereplők
| Színész             | Szerep              | Magyar hang   |
| ------------------- | ------------------- | ------------- |
| Frank Grillo        | Leo Barnes őrmester | Fekete Zoltán |
| Zoë Soul            | Cali Sanchez        | Czető Zsanett |
| Kiele Sanchez       | Liz                 | Roatis Andrea |
| Zach Gilford        | Shane               | Szabó Máté    |
| Carmen Ejogo        | Eva Sanchez         | Agócs Judit   |
| Michael K. Williams | Carmelo Jones       | Varga Rókus   |
| Justina Machado     | Tanya               | Szórádi Erika |
| John Beasley        | Papa Rico           | Kajtár Róbert |
| Edwin Hodge         | Dwayne              | Hamvas Dániel |
| Castulo Guerra      | Barney              | Kiss László   |
| Chad Morgan         | Janice              | Molnár Ilona  |
| Noel Gugliemi       | Diego               | Maday Gábor   |
| Jack Conley         | Big Daddy           | Bolla Róbert  |
| LaKeith Stanfield   | fiatal maszkos      | ?             |
| Roberta Valderrama  | Lorraine            | Köves Dóra    |
| Brandon Keener      | Warren Grass        | ?             |
| Niko Nicotera       | Roddy               | Seder Gábor   |

## Bemutató
A filmet eredetileg 2014. június 20-án tervezték kiadni, de a megjelenési dátumot egy hónappal későbbre, július. 18-ra változtatta az Universal Pictures.

## Kritikai fogadtatás
A Metacritic oldalán a film értékelése 50% a 100-ból, ami 32 véleményen alapul. A Rotten Tomatoeson A Megtisztulás éjszakája: Anarchia 57%-os minősítést tart, 118 értékelés alapján.

## DVD megjelenés
Az Amerikai Egyesült Államokban, 2014. október 21-én jelent meg DVD-n és Blu-Rayen, Magyarországon november 19-én.